# Attila Ladinsky
Attila Ladinszky (Budapest, 13 de septiembre de 1949 - Ibidem, 14 de mayo de 2020) fue un futbolista profesional húngaro. En España jugó tres temporadas en el Real Betis Balompié.
Comenzó jugando en la liga húngara en el Tatabanya, en 1970 y 1980 fichó por el Vasas de Budapest, pero solo permaneció en este equipo un año, porque, descontento con el sistema político imperante en el país escapa hacia Europa Occidental, por lo que el Gobierno húngaro le retira la nacionalidad, jugando desde entonces como apátrida. Fue máximo goleador de la liga belga en la temporada 1973-74, jugando con el Anderlecht, con el que obtuvo la Liga y la Copa. Posteriormente jugó tres temporadas en el Real Betis Balompié, formando parte de la plantilla del Betis campeón de la Copa del Rey de 1977, que no pudo jugar por ser extranjero. Al terminar su carrera como futbolista, trabajó como ojeador deportivo y mantuvo también un restaurante en Bruselas, donde vivió hasta mediados de la década de los noventa, antes de volver a Hungría.
Falleció a los setenta años el 13 de mayo de 2020 en Budapest a causa de problemas cardíacos.

## Trayectoria profesional
| Club                       | País         | Año     |
| -------------------------- | ------------ | ------- |
| Tatabánya                  | Hungría      | 1968-70 |
| Vasas Budapest             | Hungría      | 1970-71 |
| Rot-Weiss Essen            | Alemania     | 1971    |
| Feyenoord                  | Países Bajos | 1971-73 |
| Anderlecht                 | Bélgica      | 1973-75 |
| Real Betis                 | España       | 1975-78 |
| Kortrijk                   | Bélgica      | 1978-79 |
| Valenciennes Football Club | Francia      | 1979-80 |
| Toulouse                   | Francia      | 1980-81 |
| Amarante                   | Portugal     | 1981-83 |